# ريتشارد هاميلتون (ممثل)
ريتشارد هاميلتون (بالإنجليزية: Richard Hamilton)‏ مواليد 31 ديسمبر 1920 في شيكاغو، الولايات المتحدة - الوفاة 21 ديسمبر 2004 في نيويورك، الولايات المتحدة، هو ممثل أمريكي بدأ مسيرته الفنية سنة 1950. امتدت مسيرته الفنية لأكثر من 52 عاما.

## الأعمال
- المشفى (1971)
- آرثر (1981) (بدور: بيل)
- سيلكوود (1983)
- بال رايدر (1985)
- رجال ذو بزات سوداء (1997)
- وحيد في المنزل 3 (1997)

## روابط خارجية
- ريتشارد هاميلتون على موقع IMDb (الإنجليزية)
- ريتشارد هاميلتون على موقع أول موفي (الإنجليزية)
- ريتشارد هاميلتون على موقع قاعدة بيانات برودواي على الإنترنت (الإنجليزية)
- ريتشارد هاميلتون على موقع قاعدة بيانات الأفلام السويدية (السويدية)
- ريتشارد هاميلتون على موقع قاعدة بيانات الفيلم (الإنجليزية)